# Derris benthamii
Derris benthamii är en ärtväxtart som först beskrevs av George Henry Kendrick Thwaites, och fick sitt nu gällande namn av George Henry Kendrick Thwaites. Derris benthamii ingår i släktet Derris och familjen ärtväxter.

## Underarter
Arten delas in i följande underarter:
- D. b. benthamii
- D. b. wightii